# Ostroszowate
Ostroszowate (Trachinidae) – rodzina morskich ryb okoniokształtnych (Perciformes).

## Występowanie
Wschodni Ocean Atlantycki, Morze Śródziemne i Morze Czarne.

## Cechy charakterystyczne
- ciało długie
- dwie płetwy grzbietowe, druga długa
- płetwy brzuszne przed płetwami piersiowymi
- długa płetwa odbytowa
- kolec na pokrywie skrzelowej oraz kolce pierwszej płetwy grzbietowej połączone z gruczołami jadowymi
- dorastają do 45 cm

## Klasyfikacja
Rodzaje zaliczane do tej rodziny:
Echiichthys – Trachinus